# Coming Home (película)
Coming Home (conocida en español como El regreso y Regreso sin gloria) es una película estadounidense de 1978, dirigida por Hal Ashby. Protagonizada por Jane Fonda, Jon Voight, Bruce Dern, Penelope Milford y Robert Carradine. La narrativa de la película sigue a una mujer que comienza a trabajar en un hospital de veteranos, allí ella se enamora de un sargento parapléjico mientras su marido esta en la Guerra de Vietnam.
Se estrenó en cines el 15 de febrero de 1978, con éxito comercial y de crítica. Los críticos elogiaron su dirección, guion y actuaciones del elenco, mientras que la película recaudó 36 millones de dólares en todo el mundo frente a su presupuesto de 3 millones de dólares, convirtiéndose en la decimoquinta película más taquillera del año. También se estrenó en el Festival de Cine de Cannes de 1978, donde compitió por la Palma de Oro, ganando Voight como Mejor Interpretación Masculina.
La película fue galardonada con tres premios Óscar en 1979: Voight como Mejor Actor, Fonda recibió su segundo galardón como Mejor Actriz y Mejor Guion Original.

## Argumento
Durante la guerra de Vietnam, Sally Hyde (Jane Fonda) está casada con Bob Hyde (Bruce Dern), un capitán del ejército norteamericano que es enviado a la guerra. Sola y sin mucho que hacer, Sally decide inscribirse como voluntaria en el hospital militar para veteranos de su pueblo, donde trabaja su amiga Violet Munson (Penelope Milford). Cuando comienza a trabajar se reencuentra con un amigo de sus tiempos de estudiante, Luke Martin (Jon Voight). Luke ha quedado semiparalizado a causa de una herida recibida en Vietnam y debe desplazarse en una silla de ruedas. Pronto, la amistad existente entre ambos se transforma en atracción y pasión. Sally experimenta su primer orgasmo junto a Luke. Un hermano de Violet, Bill Munson (Robert Carradine) llega al hospital de regreso de Vietnam, afectado psíquicamente. Luke trata de apoyarlo, pero no lo consigue, y en un momento de descuido, Bill se suicida. Esto causa que Luke se obsesione con una idea: hacer todo lo posible para evitar que muchachos jóvenes sean enviados a la guerra. Sally lo apoya, y pronto se entera de que su marido viene de regreso. Siente que está enamorada de Luke y deberá tomar una decisión en su vida.

## Reparto
- Jane Fonda como Sally Hyde
- Jon Voight como Luke Martin
- Bruce Dern como Bob Hyde
- Penelope Milford como Vi Munson
- Robert Carradine como Bill Munson
- Robert Ginty como el Sargento Dink Mobley
- Mary Gregory como Martha Vickery
- Kathleen Miller como Kathy Delise
- Beeson Carroll como Earl Delise
- Willie Tyler como Virgil
- Lou Carello como Bozo
- Charles Cyphers como Pee Wee
- Olivia Cole como Corrine
- Tresa Hughes como la enfermera Degroot
- Bruce French como el Dr. Lincoln
- Mary Jackson como Fleta Wilson
- Tim Pelt como Jason
- Richard Lawson  como Pat
- Rita Taggart como Johnson
- Claudie Watson como Bridges
- Sally Frei como Connie
- Pat Corley como Harris

## Producción
Coming Home fue concebida por Jane Fonda como el primer largometraje de su propia productora, IPC Films (para Indochina Peace Campaign), con su productor asociado Bruce Gilbert, un amigo de sus días de protesta. Fonda deseaba hacer una película sobre la guerra de Vietnam inspirada en su amistad con Ron Kovic, un veterano parapléjico de la guerra de Vietnam, a quien había conocido en un mitin contra la guerra. En ese momento, Kovic había terminado recientemente su libro autobiográfico Nacido el cuatro de julio, que más tarde se convirtió en una película ganadora de un Oscar del mismo nombre dirigida por Oliver Stone, protagonizada por Tom Cruise como Kovic.
En 1972, Fonda contrató a Nancy Dowd, amiga de sus días en el movimiento feminista, para escribir un guion sobre las consecuencias de la guerra vistas a través de los ojos de la esposa de un militar. Originalmente, la historia de Dowd, titulada provisionalmente Buffalo Ghosts, se centró en dos mujeres, voluntarias en un hospital de veteranos, que deben enfrentarse al costo emocional que la guerra tiene sobre sus víctimas y sus familias. El proyecto se alargó durante seis años hasta que Gilbert y el productor Jerome Hellman lo tomaron. El guion fue remodelado significativamente por el círculo de talentos que finalmente lo llevó a la pantalla: Fonda, Ashby, Wexler, Jon Voight, el productor Hellman y los guionistas Waldo Salt y Robert C. Jones.. Estaban unidos por su oposición a la guerra de Vietnam y por su preocupación por los veteranos que regresaban a Estados Unidos y enfrentaban dificultades para adaptarse a la vida en casa. Rudy Wurlitzer contribuyó con trabajo no acreditado al guion.

## Banda sonora
- The Beatles: Hey Jude, Strawberry Fields Forever; (EMI Records Inc.)
- Big Brother and the Holding Company con Janis Joplin: Call On Me; (Columbia Records)
- Tim Buckley: Once I Was; (Elektra Records)
- Buffalo Springfield: Expecting to Fly, For What It's Worth; (Atlantic Records)
- The Chambers Brothers: Time Has Come Today; (Columbia Records)
- Bob Dylan: Just Like a Woman; (Columbia Records)
- Aretha Franklin: Save Me; (Atlantic Recording Corporation)
- Richie Havens: Follow; (M&M Records Inc.)
- Jimi Hendrix: Manic Depression; (Warner Bros. Records)
- Jefferson Airplane: White Rabbit; (RCA Records)
- The Rolling Stones: Out of Time, No Expectations, Jumpin' Jack Flash, My Girl, Ruby Tuesday, Sympathy for the Devil (ABKCO Records Inc.)
- Simon & Garfunkel: Bookends; (Columbia Records)
- Steppenwolf: Born to Be Wild; (ABC Records Inc.)

## Recepción
Coming Home se estrenó en el Festival de Cine de Cannes de 1978, donde Voight ganó el premio al Mejor Actor por su actuación.
The New York Times colocó la película en su lista de las 1000 mejores películas de la historia.

## Otros premios
- Galardonada en el Festival de Cannes 1978, al mejor actor (Jon Voight).
- Galardonada con el Premio Globo de Oro 1979 al mejor actor y mejor actriz en el género drama (Jon Voight y Jane Fonda).
- Galardonada con el premio LAFCA Award (Los Angeles Film Critics Association) 1978 al mejor actor (Jon Voight), la mejor actriz (Jane Fonda) y a la mejor película.
- Galardonada con el premio NBR (Award National Board of Review) 1978 al mejor actor, (compartido).
- Galardonada con el premio NYFCC (Círculo de críticos de cine de Nueva York) 1978 al mejor actor (Jon Voight).
- Galardonada con el premio WGA Award 1979, al mejor guion para película (Waldo Salt y Robert C. Jones).
- Galardonada con el premio AG KINO – GILDE Screenings während 1980 (Alemania), al mejor filme extranjero (Hal Ashby).